# Heinrich Michael Hebenstreit
Heinrich Michael Hebenstreit (* 12. Oktober 1745 in Leipzig; † 17. Juli 1786 ebenda) war ein deutscher Jurist und Rechtshistoriker.

## Leben
Heinrich Michael war der Sohn des Mediziners Johann Ernst Hebenstreit und dessen zweiter Frau Christina Eugenia Bosseck. Seine erste Ausbildung erhielt er an der
Leipziger Nikolaischule. Weitere Studien absolvierte er an der Universität Leipzig, wo er bereits am 10. Mai 1764 immatrikuliert worden war. Hebenstreit verfolgte ein Studium der Rechtswissenschaften, wobei er am 21. Mai 1774 das Baccalaurat derselben Wissenschaften absolvierte. Am 2. März 1775 bestand er sein Notarsexamen ebenda und avancierte am 17. Oktober 1778 zum Doktor der Rechtswissenschaften. Zudem soll er sich 1775 den philosophischen Doktorgrad erworben haben. 1779 fand er eine Anstellung als Advokat am Leipziger Oberhofgericht und Konsistorium, bis er schließlich 1780 zum außerordentlichen Professor der Rechtsaltertümer in Leipzig aufstieg.
Hebenstreit verfasste mehrere Rezensionen in August Friedrich Schotts juristischen Journal und in der neuen Leipziger gelehrten Zeitung. Gemeinsam mit seinem Bruder Ernst Benjamin Gottlieb Hebenstreit, gab er die deutsche Übersetzung von William Falconers: Bemerkungen über den Einfluss des Himmelsstriches der Lage, natürlichen Beschaffenheit und Bevölkerung eines Landes, der Nahrungsmittel und der Lebensart, auf Temperament, Sitten, Verstandeskräfte, Gesetze, Regierungsform und Religion der Menschen. (Leipzig, 1782), heraus.

## Werke (Auswahl)
- De Iamblichi Philosophi Syri Doctrina, Christianae Religioni, Qvam Imitari Stvdet, Noxia. Leipzig, 1764, (Digitalisat).
- De Darete Phrygio exercitatio. Präsens: Johann Georg Eck. Leipzig, 1768, (Digitalisat).
- Diss. I. Historia Jurisdictionis ecclesiasticae ex legibus utriusque Codicis illustrata. Leipzig, 1773, (Digitalisat).
- Diss. II. Historia Jurisdictionis ecclesiasticae ex legibus utriusque Codicis illustrata. Leipzig, 1776, (Digitalisat).
- Diss. III. Historia Jurisdictionis ecclesiasticae ex legibus utriusque Codicis illustrata. Leipzig, 1778.
- Progr. de interrogatione Testium in secreto. Leipzig, 1780.
- Diss. sistens meditationes ad ius Politiae spectantes. Leipzig, 1782.

## Weblink
- Werke von und über Heinrich Michael Hebenstreit in der Deutschen Digitalen Bibliothek